# TRIPOS
TRIPOS (TRIvial Portable Operating System) はオペレーティングシステムの1つ。1976年、ケンブリッジ大学のコンピュータ研究所で Martin Richards の指揮下で開発を開始した。1978年1月に最初のバージョンが登場し、PDP-11で動作した。その後、Computer Automation LSI4 や Data General Nova に移植された。MC68000版の作業は1981年、バース大学で開始された。MetaComCo が68000版の権利を取得し、開発を継続した。1985年3月、AmigaのOSの一部として採用された。

## Amiga への影響
1985年7月、Amigaが発売された際、AmigaOSのモジュールである AmigaDOS に TRIPOS が採用された。AmigaDOSはコマンド行インタフェースとファイルシステム (Amiga Old File System) を含む。AmigaDOSはTRIPOSと同じくBCPL（C言語の先祖）で書かれていた。

## 機能
TRIPOSは、プリエンプティブ・マルチタスク（優先順位によるスケジューリング）、階層型ファイルシステム、コマンドラインインタプリタなどの機能がある。
TRIPOSの最も重要な概念は、非メモリ管理アプローチ（プログラムが確保していないメモリを使おうとしてもチェックしない）とポインタによるメッセージパッシング（メッセージ内容をコピーしない）である。これによって 10MHz の MC68010 で1秒間に1250以上のパケットをやり取りできる。
TRIPOS の大部分はBCPLで実装されている。カーネルとデバイスドライバはアセンブリ言語で実装されている。
TRIPOS は様々な機種に移植された。Data General Nova 2、Computer Automation LSI4、MC68000ベースと Intel 8086 ベースのハードウェアである。また、Cambridge Ring というLANもサポートしている。後年、Martin Richards が BCPL Cintcode を使ってLinux上で動作するTRIPOSの移植版を開発した。
TRIPOS は現在もイギリスのウスターシャーにある Open G I Ltd.（以前は Misys Financial Systems）が保守を行っている。イギリスでは保険業者がMC68000ベース（後には Linux/Intelベース）のTRIPOSシステムにTCP/IPで接続して使っている。このシステムには Open G I の BROOMS というアプリケーションスイートが搭載されている。Open G I はTRIPOSを最新のオフィス環境に適合させるべく拡張を行っており、例えば Windows/Sambaや HP JetDirect プリンタなどでの印刷や、XML対応などの機能拡張がされている。

## Cintpos
Cintpos はTRIPOSを Cintcode BCPL 仮想機械上で動作させる実験的実装であり、これも Martin Richards が開発した。